# آکور آدامز
آکور آدامز (انگلیسی: Akor Adams؛ زادهٔ ۲۹ ژانویهٔ ۲۰۰۰) بازیکن فوتبال اهل نیجریه است که در حال حاضر برای باشگاه فوتبال سویا بازی می‌کند.
از باشگاه‌هایی که در آن بازی کرده است می‌توان به باشگاه ورزشی مون‌پلیه و باشگاه فوتبال لیلستروم اشاره کرد.

## دوران باشگاهی

### سوگندال
در اوت ۲۰۱۸، او از آکادمی فوتبال جامبا در نیجریه به تیم نروژی سوگندال پیوست. او در ۲۸ اوت ۲۰۱۸ برای این باشگاه برای اولین بار بازی کرد. او به دلیل مصدومیت بخش زیادی از فصل ۲۰۲۰ را از دست داد. قرارداد او با سوگندال در پایان فصل ۲۰۲۱ به پایان رسید. او فصل را با ۱۰ گل در ۲۸ بازی به پایان رساند.

### لیلستروم
در ۲ دسامبر ۲۰۲۱، او قراردادی سه ساله با لیلستروم امضا کرد. او در مسابقات رسمی خود در جام حذفی فوتبال نروژ، در برابر ناردو گلزنی کرد؛ سپس در ۲ آوریل ۲۰۲۲ در برابر باشگاه فوتبال هامارکامراتن اولین بازی خود را در لیگ برتر فوتبال نروژ انجام داد و یکی از گل‌ها را در تساوی ۲–۲ به ثمر رساند.

### مون‌پلیه
در ۷ اوت ۲۰۲۳، او به باشگاه حاضر لیگ ۱ فرانسه، باشگاه ورزشی مون‌پلیه پیوست.

### سویا
در ۲۷ ژانویه ۲۰۲۵، آدامز به باشگاه فوتبال سویا در ازای مبلغ ۵٫۵۰ میلیون یورو پیوست.

## دوران ملی
وی همچنین در تیم ملی فوتبال زیر ۲۰ سال نیجریه بازی کرده است.